# 월터 트레일 데니슨
월터 트레일 데니슨(Walter Traill Dennison, 1825년 ~ 1894년)은 스코틀랜드의 농부이자 민속학자이다. 그는 오크니 제도 샌데이 섬의 토박이였고, 그는 지역 설화나 다른 고대 신화에 조사하였다.